# Guido Kaschnitz von Weinberg

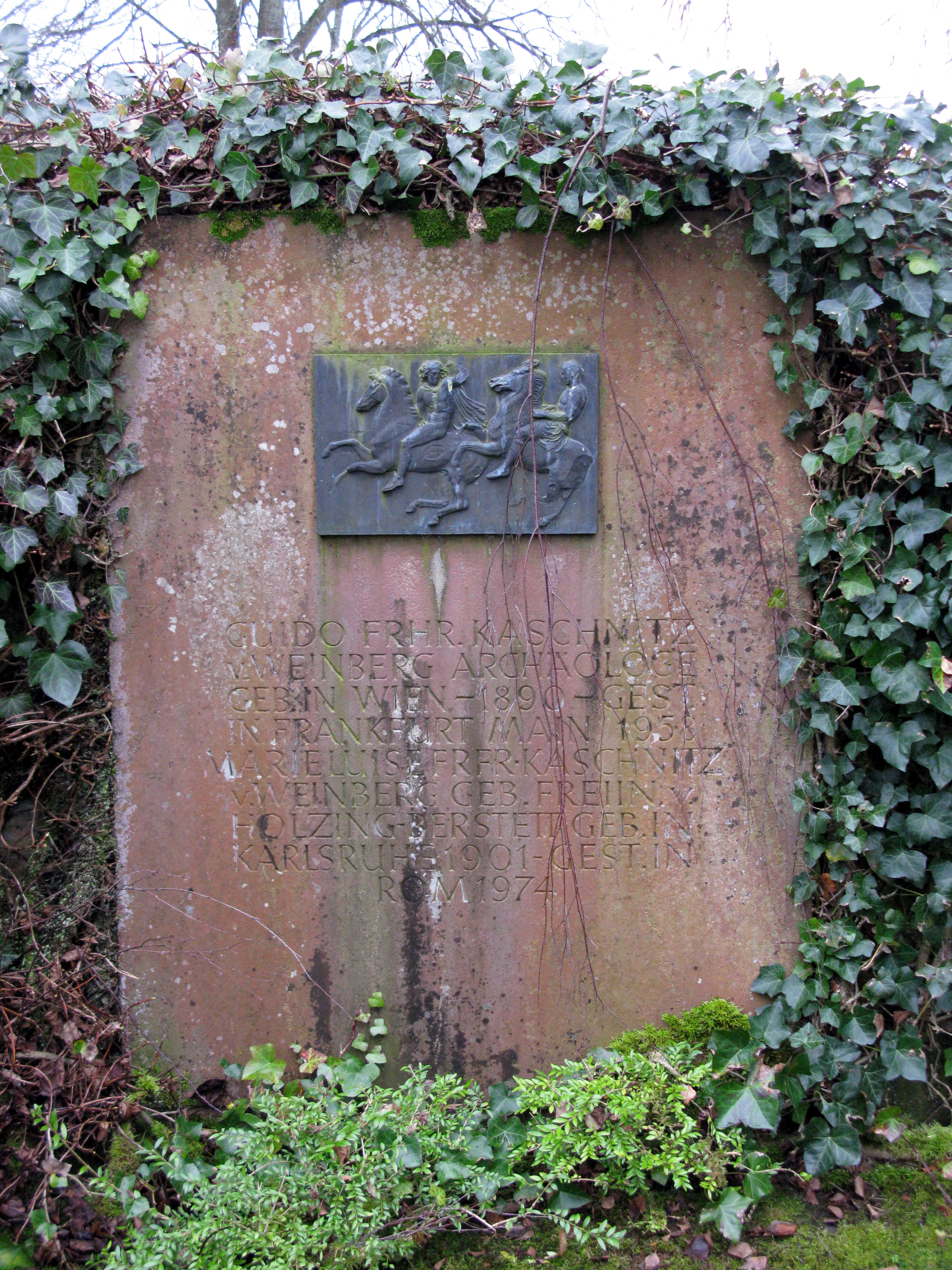
Grab von Guido und Marie Luise Kaschnitz in Bollschweil

Guido Freiherr Kaschnitz von Weinberg (* 28. Juni 1890 in Wien; † 1. September 1958 in Frankfurt am Main) war ein österreichischer Klassischer Archäologe.

## Leben und Wirken
Der Sohn des August Kaschnitz von Weinberg (1847–1919), eines Sektionschefs im k.k. Ministerium für Landesverteidigung, und dessen Ehefrau Emma, geborene Perko (1853–1945), legte 1908 die Reifeprüfung ab und studierte an der Universität Wien Klassische Archäologie und Kunstgeschichte. Er wirkte an Ausgrabungen in Dalmatien und an wissenschaftlichen Führungen in Griechenland, Nordafrika und Ägypten mit. 1913 wurde er mit der Arbeit Griechische Vasenmalerei der klassischen Zeit bei Emil Reisch promoviert. 1914 nahm er an Ausgrabungen im Kerameikos teil. Im Ersten Weltkrieg diente er als österreichisch-ungarischer Offizier im Rang eines Leutnants der Reserve an der Ostfront und an der Italienischen Front. Im letzten Kriegsjahr war er zur Kunstschutzgruppe in Venetien abkommandiert.
Ab 1918 lebte er als Verlagslektor in München, wo er seine spätere Ehefrau, die Lyrikerin und Schriftstellerin Marie Luise Kaschnitz kennenlernte, die er 1925 heiratete. Von 1923 bis 1931 war er als Wissenschaftlicher Hilfsarbeiter von Walter Amelung an der von diesem geleiteten Abteilung Rom des Deutschen Archäologischen Instituts und danach als Stipendiat der Notgemeinschaft der Deutschen Wissenschaft zu Katalogisierungsarbeiten an den Vatikanischen Museen in Rom tätig.
Kaschnitz von Weinberg habilitierte sich 1932 an der Universität Freiburg bei Hans Dragendorff mit der Arbeit Die Struktur der griechischen Plastik und trat noch im gleichen Jahr als ordentlicher Professor die Nachfolge von Bernhard Schweitzer an der Universität Königsberg an. In der NS-Zeit wurde seine Laufbahn aus politischen Gründen wegen seiner bekannten Nähe zur Sozialdemokratie zwar be-, aber nicht verhindert. So scheiterten Berufungen an die Universität Freiburg und an das Deutsche Archäologische Institut in Rom. Im Jahr 1937 konnte er aber an die Universität Marburg wechseln, 1940 ging er an die Universität Frankfurt, wofür allerdings der Eintritt in den Nationalsozialistischen Deutschen Dozentenbund zu akzeptieren war. 1944 wurde er zum Volkssturm einberufen, wegen seines schlechten Gesundheitszustandes jedoch bald wieder entlassen. In einem von ihm selbst beantragten Spruchkammerverfahren wurde 1947 nicht nur die wegen besagter Mitgliedschaft zunächst verfügte Einstufung als „Mitläufer“ revidiert, sondern er wurde unter besonderer Hervorhebung seines Widerstandes gegen das NS-Regime vollständig rehabilitiert. Von 1953 bis 1956 war er 1. Direktor der Abteilung Rom des Deutschen Archäologischen Instituts. Zum 30. August 1955 wurde Kaschnitz von Weinberg in Frankfurt emeritiert. Seit 1955 gehörte er dem Wissenschaftlichen Beirat der Sachbuchreihe Rowohlts deutsche Enzyklopädie an. 
Sein besonderes Interesse galt der Entwicklung der mittelmeerischen, vor allem der griechischen und römischen Kunst im Altertum. Er war einer der Begründer der Strukturforschung. Ein geplantes umfassendes Werk zu Strukturgeschichte der Antiken Kunst im Mittelmeerraum vermochte er allerdings nicht mehr zu vollenden. Aus dem Nachlass konnten im dritten Band der Ausgewählten Schriften immerhin Teile publiziert werden, die eine Vorstellung vom geplanten Ganzen vermitteln. Auch zur Rezeption antiker Skulptur in der Porträtkunst der Stauferzeit legte er Publikationen vor.
1958 erlag Kaschnitz von Weinberg einem Hirntumor. Gemeinsam mit seiner Ehefrau liegt er auf dem Friedhof von Bollschweil begraben, wo sich das Gut von deren Familie befindet. Die gemeinsame Tochter Iris Schnebel-Kaschnitz (1928–2014), die als Übersetzerin aus dem Italienischen wirkte, war seit 1970 mit dem Komponisten Dieter Schnebel verheiratet.

## Schriften (Auswahl)
- Römische Porträts (= Bibliothek der Kunstgeschichte. Band 80). E. A. Seemann, Leipzig 1924.
- Die Grundlagen der antiken Kunst. 2 Bände. Klostermann, Frankfurt am Main 1944–1961;
  - Band 1: Die mittelmeerischen Grundlagen der antiken Kunst. 1944.
  - Band 2: Die eurasischen Grundlagen der antiken Kunst. 1961.
- Römische Kunst. Herausgegeben von Helga von Heintze. 4 Bände. Rowohlt, Reinbek bei Hamburg 1961–1963.
  - Band 1: Das Schöpferische in der römischen Kunst (= Rowohlts deutsche Enzyklopädie. Band 134, ZDB-ID 985674-2). 1961.
  - Band 2: Zwischen Republik und Kaiserzeit (= Rowohlts deutsche Enzyklopädie. Band 137). 1961;
  - Band 3: Die Grundlagen der republikanischen Baukunst (= Rowohlts deutsche Enzyklopädie. Band 150). 1962.
  - Band 4: Die Baukunst im Kaiserreich (= Rowohlts deutsche Enzyklopädie. Band 165). 1963.
- Ausgewählte Schriften. 3 Bände. Gebr. Mann, Berlin 1965.
  - Band 1: Kleine Schriften zur Struktur. Herausgegeben von Helga von Heintze. Mit einem Vorwort von Harald Keller und einer Biographie des Verfassers von Marie Luise Kaschnitz.
  - Band 2: Römische Bildnisse. Herausgegeben von Gerhard Kleiner und Helga von Heintze.
  - Band 3: Mittelmeerische Kunst. Eine Darstellung ihrer Strukturen. Aus dem Nachlass herausgegeben von Peter H. von Blanckenhagen und Helga von Heintze.